# Aryan Simhadri
Aryan Simhadri (Ventura, 6 maggio 2006) è un attore e doppiatore statunitense.

## Biografia
Nato in California in una famiglia di origini indiane, fa il suo esordio televisivo a sette anni nella serie Ricomincio... dai miei. Da allora ha recitato regolarmente in televisione sia come attore che doppiatore. Ha interpretato il suo primo ruolo da protagonista nel film per la televisione Spin nel 2021, raggiungendo poi la popolarità nel 2023 grazie al ruolo di Grover Underwood nella serie di Disney+ Percy Jackson e gli dei dell'Olimpo, tratta dal romanzo omonimo. Nel 2020 intanto aveva recitato al cinema per la prima volta nel film Sognando il ring, mentre nel 2021 ha esordito nell'Off-Broadway nel musical Trevor.

## Filmografia parziale

### Cinema
- Sognando il ring (The Main Event), regia di Jay Karas (2020)
- Un'altra scatenata dozzina (Cheaper By The Dozen), regia di Gail Lerner (2022)
- Quel pazzo venerdì, sempre più pazzo (Freakier Friday), regia di Nisha Ganatra (2025)

### Televisione
- Ricomincio... dai miei (How to Live with Your Parents (For the Rest of Your Life)) – serie TV, 1 episodio (2013)
- Angie Tribeca – serie TV, 1 episodio (2016)
- Gamers Mania (Gamer's Guide to Pretty Much Everything) – serie TV, 1 episodio (2016)
- Teachers – serie TV, 2 episodi (2017-2018)
- SEAL Team – serie TV, 1 episodio (2018)
- Will & Grace – serie TV, 1 episodio (2020)
- Spin – film TV, regia di Manjari Makljany (2021)
- Percy Jackson e gli dei dell'Olimpo (Percy Jackson and the Olympians) – serie TV (2023-in corso)

### Doppiaggio
- Clarence – serie TV, 2 episodi (2016-2018)
- Fancy Nancy Clancy – serie TV, 1 episodio (2018)
- Mira - Detective reale (Mira, Royal Detective) – serie TV, 9 episodi (2020)
- Adventure Time: Terre Lontane (Adventure Time: Distant Lands) – serie TV, 1 episodio (2021)
- I Casagrande (The Casagrandes) – serie TV, 1 episodio (2022)

## Teatro
- Trevor: The Musical, musiche di Julianne Wick Davis, libretto di Dan Collins, regia di Marc Bruni. Stage 42 dell'Off-Broadway (2021)

## Doppiatori italiani
Nelle versioni in italiano delle opere in cui ha recitato, Aryan Simhadri è stato doppiato da:
- Alessandro Carloni in Sognando il ring
- Diego Follega in Un'altra scatenata dozzina
- Tito Marteddu in Percy Jackson e gli dei dell'Olimpo